# Jalen Williams
Jalen Devonn Williams (Denver, Colorado, 2001. április 14. –), becenevén J-Dub, amerikai kosárlabdázó, a National Basketball Associationben (NBA) szereplő Oklahoma City Thunder játékosa. A 2022-es NBA-drafton a Thunder választotta ki az első körben. 2025-ben először választották All-Starnak.

## Statisztika

### NBA

#### Alapszakasz
| Év        | Csapat                | JM  | KM  | JP/M | MG%  | 3P%  | BD%  | LP/M | GP/M | L/M | B/M | P/M  |
| --------- | --------------------- | --- | --- | ---- | ---- | ---- | ---- | ---- | ---- | --- | --- | ---- |
| 2022–2023 | Oklahoma City Thunder | 75  | 62  | 30,3 | .521 | .356 | .812 | 4,5  | 3,3  | 1,4 | 0,5 | 14,1 |
| 2023–2024 | Oklahoma City Thunder | 71  | 71  | 31,3 | .540 | .427 | .814 | 4,0  | 4,5  | 1,1 | 0,6 | 19,1 |
| 2024–2025 | Oklahoma City Thunder | 69  | 69  | 32,4 | .484 | .365 | .789 | 5,3  | 5,1  | 1,6 | 0,7 | 21,6 |
| Karrier   | Karrier               | 215 | 202 | 31,3 | .513 | .382 | .803 | 4,6  | 4,3  | 1,4 | 0,6 | 18,1 |
| All Star  | All Star              | 1   | 0   | 6,6  | .333 | .000 | —    | 0,0  | 1,0  | 1,0 | 1,0 | 2,0  |

#### Play-in
| Év      | Csapat                | JM | KM | JP/M | MG%  | 3P%  | BD%  | LP/M | GP/M | L/M | B/M | P/M  |
| ------- | --------------------- | -- | -- | ---- | ---- | ---- | ---- | ---- | ---- | --- | --- | ---- |
| 2023    | Oklahoma City Thunder | 2  | 2  | 36,1 | .375 | .308 | .750 | 4,0  | 3,5  | 2,5 | 0,5 | 14,0 |
| Karrier | Karrier               | 2  | 2  | 36,1 | .375 | .308 | .750 | 4,0  | 3,5  | 2,5 | 0,5 | 14,0 |

#### Rájátszás
| Év      | Csapat                | JM | KM | JP/M | MG%  | 3P%  | BD%  | LP/M | GP/M | L/M | B/M | P/M  |
| ------- | --------------------- | -- | -- | ---- | ---- | ---- | ---- | ---- | ---- | --- | --- | ---- |
| 2024    | Oklahoma City Thunder | 10 | 10 | 37,7 | .469 | .385 | .815 | 6,8  | 5,4  | 1,7 | 0,5 | 18,7 |
| Karrier | Karrier               | 10 | 10 | 37,7 | .469 | .385 | .815 | 6,8  | 5,4  | 1,7 | 0,5 | 18,7 |

### NCAA
| Év        | Csapat              | JM | KM | JP/M | MG%  | 3P%  | BD%  | LP/M | GP/M | L/M | B/M | P/M  |
| --------- | ------------------- | -- | -- | ---- | ---- | ---- | ---- | ---- | ---- | --- | --- | ---- |
| 2019–2020 | Santa Clara Broncos | 33 | 22 | 25,5 | .436 | .352 | .763 | 2,8  | 1,9  | 1,3 | 0,5 | 7,7  |
| 2020–2021 | Santa Clara Broncos | 18 | 17 | 31,6 | .399 | .274 | .757 | 4,1  | 2,3  | 1,2 | 0,6 | 11,5 |
| 2021–2022 | Santa Clara Broncos | 33 | 33 | 34,8 | .513 | .396 | .809 | 4,4  | 4,2  | 1,2 | 0,5 | 18,0 |
| Karrier   | Karrier             | 84 | 72 | 30,5 | .469 | .352 | .785 | 3,7  | 2,9  | 1,2 | 0,5 | 12,6 |

## Fordítás
Ez a szócikk részben vagy egészben  a   Jalen Williams című angol Wikipédia-szócikk ezen változatának fordításán alapul.  Az eredeti cikk szerkesztőit annak laptörténete sorolja fel. Ez a jelzés csupán a megfogalmazás eredetét és a szerzői jogokat jelzi, nem szolgál a cikkben szereplő információk forrásmegjelöléseként.